# Фурсенко, Сергей Александрович
Серге́й Алекса́ндрович Фу́рсенко (11 марта 1954, Ленинград) — российский менеджер и продюсер, вице-президент «Газпромбанка», бывший президент футбольного клуба «Зенит» (2006 — 2008, 2017 — 2019).
Вместе с братом Андреем и Владимиром Путиным является соучредителем дачного кооператива «Озеро».

## Биография

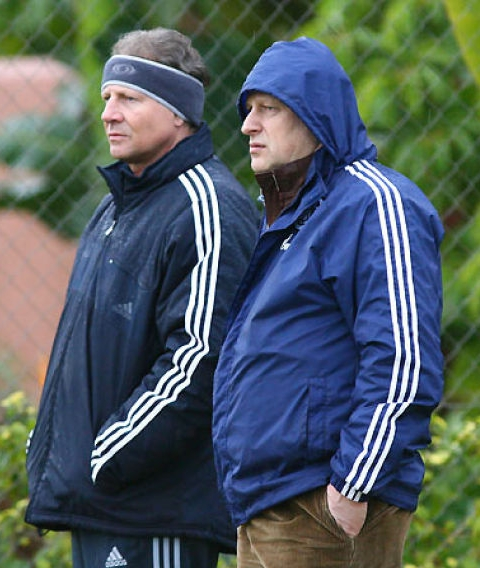
Сергей Фурсенко (справа) и Властимил Петржела в «Зените» (2 февраля 2006)

Сергей Александрович Фурсенко родился 11 марта 1954 года в Ленинграде в семье академика АН СССР, историка Александра Фурсенко. В 1971 году окончил Ленинградскую физико-математическую школу № 239. В 1978 году окончил Ленинградский политехнический институт по специальности «электрические аппараты».
С 1979 года на протяжении десяти лет работал во Всесоюзном НИИ радиоаппаратуры (Ленинград) старшим инженером, а затем начальником научно-исследовательской лаборатории. Занимался разработкой и внедрением систем управления воздушным движением и посадки; был ответственным исполнителем по созданию автоматизированного комплекса технического управления и контроля системы посадки космических кораблей многоразового использования. В 1988 году участвовал в обеспечении автоматической посадки космического корабля «Буран». В 1987 году командировался на Кубу для работы по внедрению системы управления воздушным движением Республики Куба.
В 1989—1991 годах — исполнительный директор предприятия «Техноэксан», специализирующегося на экспорте высоких технологий и наукоёмкого оборудования.
В 1991—1996 годах — генеральный директор научно-производственного предприятия «ТЭМП», осуществлявшего разработку и внедрение высоких технологий в сфере экологии и защиты окружающей среды.
В 1996 году Сергей Фурсенко с братом Андреем и В. В. Путиным учредили дачный кооператив «Озеро».
В 1997—1998 годах — заместитель генерального директора ОАО «Ленэнерго».
В 1998—2002 годах — генеральный директор ЗАО "Телевизионное объединение «Продюсерский центр „ШКОЛА“»". Руководил ООО «Мастерская Игоря Шадхана». Был продюсером документального сериала «Тайны затонувших кораблей», который посвящён судам, нашедшим вечное пристанище на дне Балтийского моря. Министерство культуры предоставило проекту статус «Российского национального фильма», а спонсором являлся «Газпром».
В 2003 году — заместитель начальника Департамента по транспортировке, подземному хранению и использованию газа ОАО «Газпром».
С июля 2003 по 2008 годах — генеральный директор ООО «Лентрансгаз», дочернего предприятия ОАО «Газпром».
С декабря 2005 года, одновременно, председатель совета директоров футбольного клуба «Зенит», контрольный пакет акций которого принадлежит «Газпрому». В январе 2006 пост председателя совета директоров клуба был упразднён, и Сергей Фурсенко стал президентом ФК «Зенит». Оставался в этой должности до весны 2008 года.
С марта по октябрь 2008 года — генеральный директор, а с октября 2008 по март 2010 года — президент ЗАО «Национальная медиа группа».
11 декабря 2009 года от Федерации футбола Санкт-Петербурга был выдвинут кандидатом на пост президента РФС. С 3 февраля 2010 года по 25 июня 2012 года — президент РФC.
25 июня 2012 года после того как сборная России по футболу выбыла с чемпионата Европы по футболу, на встрече с президентом подал в отставку с поста президента РФС.
28 июля 2012 года был включён в Президентский совет по развитию физкультуры и спорта.
С 2012 по 2013 год являлся председателем Совета Директоров ООО «Газпром газомоторное топливо».
Член исполкома УЕФА с 22 марта 2011 по 24 марта 2014 года.
26 мая 2017 года был назначен президентом петербургского футбольного клуба «Зенит».
22 февраля 2019 покинул пост президента «Зенита», вступил в должность вице-президента АО «Газпромбанк» и стал представителем банка в совете директоров клуба.
Санкции Великобритании 

## Санкции
6 апреля 2018 года был включён в санкционный «Кремлёвский список» США в числе 17 чиновников и 7 бизнесменов из России, приближённых к В. Путину.
15 марта 2019 года Канада ввела санкции против Фурсенко из-за «агрессивных действий» России в Чёрном море и Керченском проливе, а также из-за аннексии Крыма.
После вторжения России на Украину попал под санкции Великобритании, Украины и Новой Зеландии.

## Семья отца
- Отец — академик РАН Александр Александрович Фурсенко.
- Брат — Андрей Александрович, министр образования и науки (2004—2012), помощник президента Российской Федерации (c 21 мая 2012 года).